# Rekkem
Rekkem és un antic municipi de Bèlgica que l'1 de gener de 1977 va fusionar amb la ciutat de Menen. Limita amb França i Valònia. Es troba a la vall del Leie i és regat per uns afluents menors del qual el principal és el Palingbeek. Era un municipi rural, conegut pel conreu del lli, per desaparegut a mitjan segle xx. Des dels anys 1960 s'hi troba el pas fronterer belgofrancès de l'autopista E17 a la vora de la qual es va desenvolupar un centre de logística i de transport.

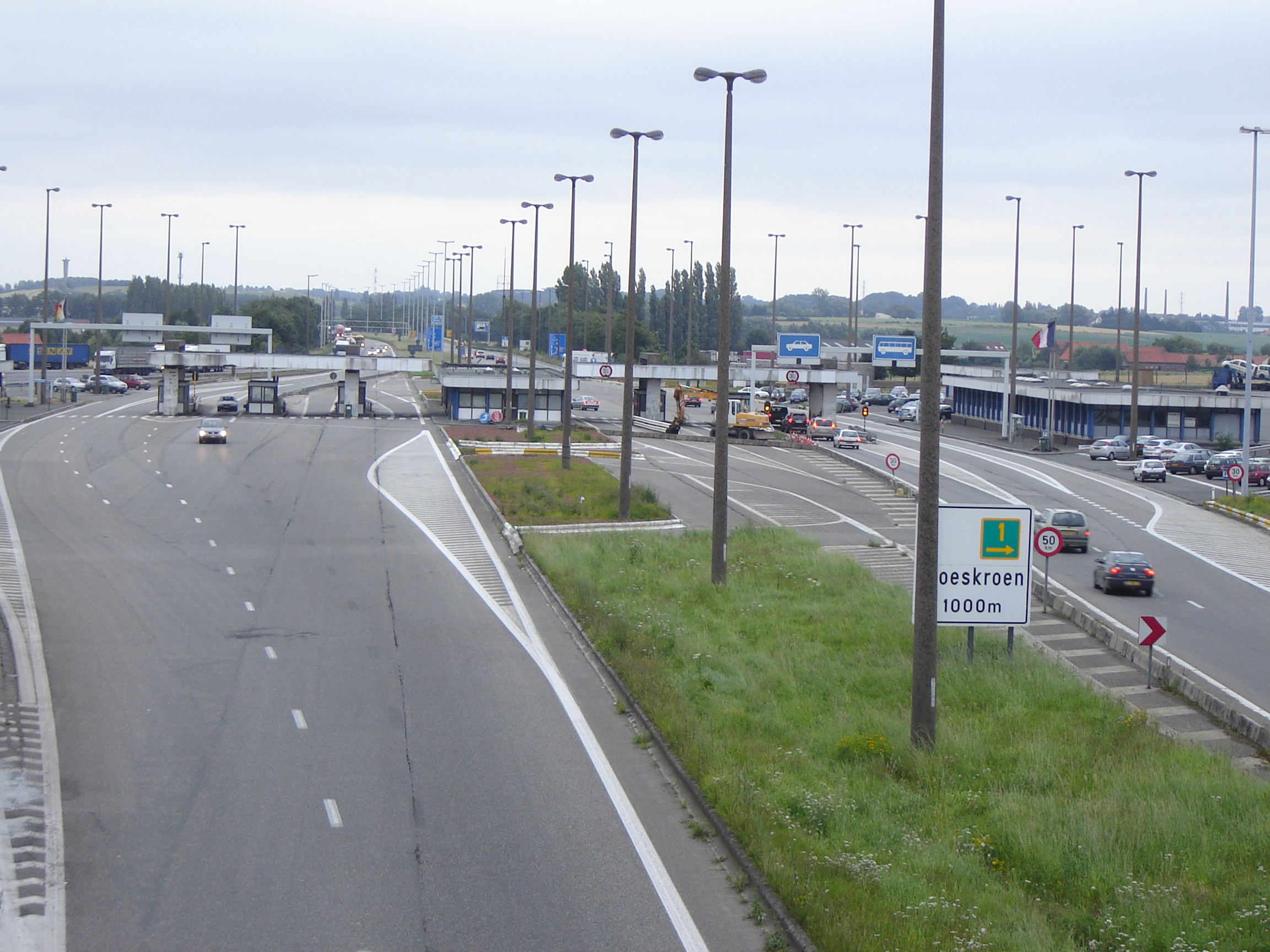
La frontera amb França

El primer esment escrit Reckeham data del 1173. Pertanyia a la castellania de Kortrijk. La frontera hi va canviar sovint. Després de la Guerra de Devolució entre França i Espanya, amb el Tractat d'Aquisgrà del 1668 passà a França. Deu anys després, el 1678 va ser afegit als Països Baixos austríacs. La regió despoblada i destrossada es va repoblar amb migrants venint de França, el que va crear una important minoria d'habitants de parla francesa. Quan el 1963 es va fixar la frontera lingüística belga, se'n va separar el veïnat de Risquons-Tout (0,39 km², uns 500 habitants) que va ser afegit a la ciutat de Mouscron.

## Llocs d'interés
- Fundació Ons Erfdeel creada per l'escriptor i activista cultura Jozef Deleu